# Pruth
Der Pruth (rumänisch Prut; ukrainisch und russisch Прут / Prut; lateinisch Pyretus; griechisch Πυρετός Pyretós; skythisch Πόρατα Pórata) ist mit 953 km der zweitlängste Nebenfluss der Donau. Seine Quelle liegt in der Oblast Iwano-Frankiwsk in den ukrainischen Ostkarpaten nahe der rumänischen Grenze, wo der Jablunyzja-Pass zum Quellgebiet der Theiß in die Oblast Transkarpatien hinüberführt. Ab etwa Flusskilometer 200  fließt der Pruth mäandrierend in Generalrichtung Südost und bildet am gesamten restlichen Verlauf eine nordöstliche Staatsgrenze von Rumänien. Zuerst liegt hier längs nur etwa 50 Flusskilometer Strecke am linken Ufer ukrainisches Gebiet. Anschließend bildet die Flussmitte die gesamte Westgrenze der Republik Moldau. Nach der Mündung des Pruth reicht Moldawien nur wenige hundert Meter lang ans linke Donauufer und nützt dieses als Hafen für Seeschiffe bis 7 m Tiefgang.

## Verlauf

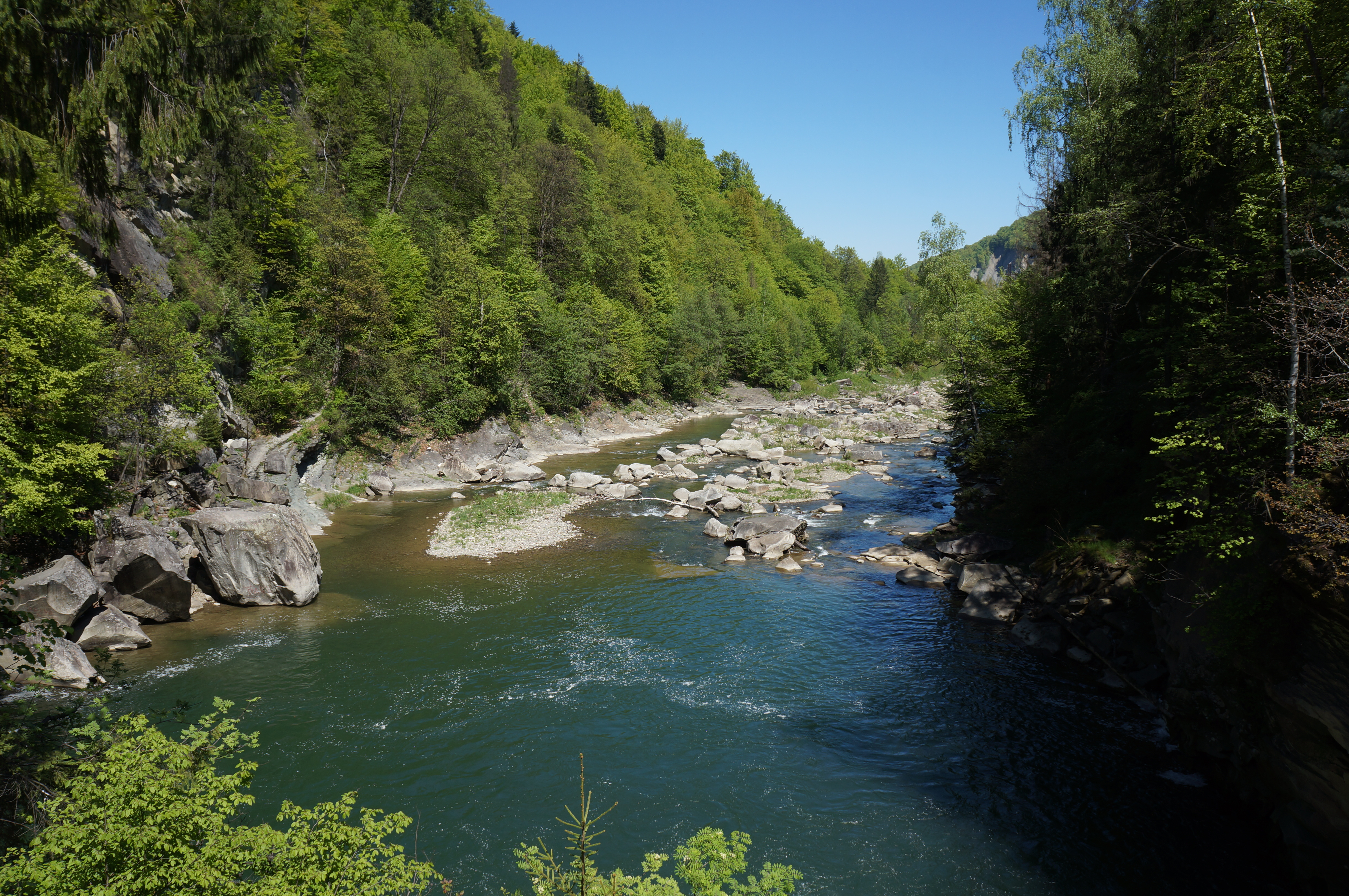
Der Oberlauf des Pruth bei Jaremtsche

Aus dem Gebirge unweit der Howerla fließt der Pruth in Richtung Jaremtsche und erreicht etwa 100 km östlich der Quelle Czernowitz, Hauptstadt der Oblast Tscherniwzi und historische Hauptstadt der Bukowina. Nach weiteren 100 km wendet sich der Lauf des Pruth nach Süden und markiert von da an die gesamte Grenze zwischen Rumänien und der Republik Moldau. Im Hügelland Bessarabiens mäandert der Fluss stark. Unweit der Stadt Iași ist er für die unteren 300 km schiffbar und mündet östlich von Galați (Galatz) beim moldauischen Giurgiulești in die Donau, kurz bevor diese ihr Mündungsdelta erreicht.
Der Fluss hat kurz vor seiner Mündung in die Donau eine Wasserführung von 110 m³/s.

## Geschichte
Von historischer Bedeutung ist der Frieden vom Pruth, den Peter der Große am 23. Juli 1711 eingehen musste, nachdem seine Truppen zuvor beim Städtchen Huși von den Türken eingeschlossen worden waren.
Ein Jahrhundert später wurde am 28. Mai 1812 in Bukarest zwischen Kaiser Alexander I. und dem osmanischen Sultan Mahmud II. der Frieden von Bukarest geschlossen, welcher den achten russisch-türkischen Krieg (1806–1812) beendete. Damit erhielt Russland eine Hälfte (östlich des Pruth) des Fürstentums Moldau, das spätere Bessarabien, zugesprochen. Die Grenze zwischen dem Osmanischen und dem Russischen Reich verlief ab 1812 nicht mehr am Dnister, sondern 200 km weiter westlich am Pruth. Für diesen Territorialgewinn verzichtete Russland auf die osmanisch beherrschten Donaufürstentümer Moldau (westlich des Pruth) und Walachei.